# Philip Seymour Hoffman
Philip Seymour Hoffman (Fairport, New York, 1967. július 23. – New York, 2014. február 2.) Oscar-, Golden Globe- és BAFTA-díjas amerikai színész, filmproducer és színházi rendező.
Fiatalkorától kezdve érdeklődött a színjátszás iránt, 1991-ben játszhatta el első epizódszerepét az Esküdt ellenségek című sorozatban. 1992-tól szerepelt filmekben, főként mellékszereplőként tűnt fel olyan produkciókban, mint az Egy asszony illata (1992), a Twister (1996), a Boogie Nights (1997), a Patch Adams (1998), A nagy Lebowski (1998), a Magnólia (1999), A tehetséges Mr. Ripley (1999), a Majdnem híres (2000), a Kótyagos szerelem (2002) és a Derült égből Polly (2004).
2005-ben főszerepet kapott a Capote című életrajzi filmben: Truman Capote megformálásával Oscar-, BAFTA- és Golden Globe-díjakat szerzett. További Oscar-jelöléseket érdemelt ki a Charlie Wilson háborúja (2007), a Kétely (2008) és a The Master (2012) című filmjeivel. Rendezőként 2010-ben debütált a Jack csónakázni megy című romantikus drámával. Élete utolsó éveiben Az éhezők viadala filmsorozatban (2013–2015) Plutarch Heavensbee-t formálta meg.
Fiatalkorától kezdve drogproblémái voltak, 2012-ben többévnyi absztinencia után visszaesett és 2014 februárjában túladagolás végzett vele.

## Fiatalkora és családja
A New York állambeli Fairpontban született. Bátyja a forgatókönyvíró Gordy Hoffman, akinek a nevéhez fűződik többek közt a Love Liza és az A Coat of Snow című film is.
Miután a középiskolában is foglalkoztatta a színjátszás, a New York-i Egyetem Laurence Tischről elnevezett karára iratkozott be, ahol 1989-ben, drámaszakon szerzett diplomát.

## Pályafutása
1991-ben A stukker című filmben kapta első valódi filmszerepét, de 1992-től kezdve több nagyobb produkcióban feltűnt mellékszerepekben: Egy asszony illata (1992), A tehetséges Mr. Ripley (1999). Paul Thomas Anderson rendezővel többször dolgozott együtt, például a Boogie Nights (1997), a Magnólia (1999) és a Kótyagos szerelem (2002) című filmekben. Karakterszínészként olyan nagy költségvetésű filmekben szerepelt, mint A vörös sárkány (2002), a Hideghegy (2003) és a Mission: Impossible III (2006).
2005-ben széles körű elismerésben részesült a Capote című portréfilm címszerepében nyújtott alakításáért. Egyebek mellett a legjobb férfi főszereplőnek járó Golden Globe-díjat és a BAFTA-díjat is elnyerte. A 78. Oscar-gálán hasonló kategóriában az Oscar-díjat is megnyerte.
Rendszeresen játszott a Broadwayn; két Tony-jelölést is szerzett színpadi alakításaival, de rendezőként is voltak sikerei.

## Halála
2014-ben, 46 évesen halt meg, holttestét a New York-i, Greenwich Village-i lakásában találták meg. A rendőrségi boncolás szerint drogtúladagolás volt a halál oka.

## Magánélete
Barátnőjétől, Mimi O'Donnelltől három gyermeke született: Cooper Alexander (2003), Tallulah (2006) és Willa (2008). Fia, Cooper Hoffman később szintén színész lett.

## Filmográfia

### Film
| Év   | Magyar cím                                        | Eredeti cím                           | Szerep                       | Magyar hang         | Rendező                   |
| ---- | ------------------------------------------------- | ------------------------------------- | ---------------------------- | ------------------- | ------------------------- |
| 1991 |                                                   | Triple Bogey on a Par Five Hole       | Klutch                       |                     | Amos Poe                  |
| 1992 |                                                   | Szuler                                | Martin                       |                     | Adek Drabiński            |
| 1992 | A stukker                                         | My New Gun                            | Chris                        |                     | Stacy Cochran             |
| 1992 | Páratlan prédikátor                               | Leap of Faith                         | Matt                         | Galambos Péter      | Richard Pearce            |
| 1992 | Egy asszony illata                                | Scent of a Woman                      | George Willis, Jr.           | Görög László        | Martin Brest              |
| 1993 | A barátom a halálom                               | My Boyfriend's Back                   | Chuck Bronski                | Csankó Zoltán       | Bob Balaban               |
| 1993 |                                                   | Joey Breaker                          | Wiley McCall                 |                     | Steven Starr              |
| 1993 | Nesze semmi, fogd meg jól                         | Money for Nothing                     | Cochran                      |                     | Ramón Menéndez            |
| 1994 | Szökésben                                         | The Getaway                           | Frank Hansen                 | Csuha Lajos         | Roger Donaldson           |
| 1994 | Ha a férfi igazán szeret…                         | When a Man Loves a Woman              | Gary                         | Rosta Sándor        | Luis Mandoki              |
| 1994 | Senki bolondja                                    | Nobody's Fool                         | Raymer rendőr                | Hankó Attila        | Robert Benton             |
| 1995 |                                                   | The Fifteen Minute Hamlet (rövidfilm) | Bernardo / Horatio / Laertes |                     | Todd Louiso (1.)          |
| 1996 | A szerencse zsoldosai                             | Hard Eight                            | fiatal kockajátékos          | Balázsi Gyula       | Paul Thomas Anderson (1.) |
| 1996 | Twister                                           | Twister                               | Dustin "Dusty" Davis         | Háda János          | Jan de Bont               |
| 1997 | Boogie Nights                                     | Boogie Nights                         | Scotty J.                    | Földi Tamás         | Paul Thomas Anderson (2.) |
| 1997 |                                                   | Culture (rövidfilm)                   | Bill                         |                     | Will Speck és Josh Gordon |
| 1998 | Amerikai bérgyilkosnő                             | Montana                               | Duncan                       | Háda János          | Jennifer Leitzes          |
| 1998 | A nagy Lebowski                                   | The Big Lebowski                      | Brandt                       | Kerekes József      | Joel Coen                 |
| 1998 | Csodaország – végállomás                          | Next Stop Wonderland                  | Sean                         | Szerémi Zoltán      | Brad Anderson             |
| 1998 | A boldogságtól ordítani                           | Happiness                             | Allen                        | Földi Tamás         | Todd Solondz              |
| 1998 | Patch Adams                                       | Patch Adams                           | Mitch                        | Háda János          | Tom Shadyac               |
| 1999 | Hibátlanok                                        | Flawless                              | Rusty Zimmerman              | Földi Tamás         | Joel Schumacher           |
| 1999 | Hibátlanok                                        | Flawless                              | Rusty Zimmerman              | Csankó Zoltán       | Joel Schumacher           |
| 1999 | A tehetséges Mr. Ripley                           | The Talented Mr. Ripley               | Freddie Miles                | Bubik István        | Anthony Minghella (1.)    |
| 1999 | Magnólia                                          | Magnolia                              | Phil Parma                   | Földi Tamás         | Paul Thomas Anderson (3.) |
| 2000 | Ennyi!                                            | State and Main                        | Joseph Turner White          | Czvetkó Sándor      | David Mamet               |
| 2000 | Majdnem híres                                     | Almost Famous                         | Lester Bangs                 | Sörös Sándor        | Cameron Crowe             |
| 2002 |                                                   | Love Liza                             | Wilson Joel                  |                     | Todd Louiso (2.)          |
| 2002 | Kótyagos szerelem                                 | Punch-Drunk Love                      | Dean Trumbell                |                     | Paul Thomas Anderson (4.) |
| 2002 | A vörös sárkány                                   | Red Dragon                            | Freddy Lounds                | Jászai László       | Brett Ratner              |
| 2002 | Az utolsó éjjel                                   | 25th Hour                             | Jacob Elinsky                | Háda János          | Spike Lee                 |
| 2003 | Kaszinókirály                                     | Owning Mahowny                        | Dan Mahowny                  | Kerekes József      | Richard Kwietniowski      |
| 2003 | Hideghegy                                         | Cold Mountain                         | Veasey tiszteletes           | Kálloy Molnár Péter | Anthony Minghella (2.)    |
| 2004 | Derült égből Polly                                | Along Came Polly                      | Sandy Lyle                   | Kerekes József      | John Hamburg              |
| 2004 | Derült égből Polly                                | Along Came Polly                      | Sandy Lyle                   | Földi Tamás         | John Hamburg              |
| 2005 | Öregdiák nem véndiák                              | Strangers with Candy                  | Henry (cameo)                | Németh Gábor        | Paul Dinello              |
| 2005 | Capote                                            | Capote                                | Truman Capote                | Anger Zsolt         | Bennett Miller (1.)       |
| 2006 | Mission: Impossible III                           | Mission: Impossible III               | Owen Davian                  | Szakácsi Sándor     | J. J. Abrams              |
| 2007 | Apu vad napjai                                    | The Savages                           | Jon Savage                   | Dózsa Zoltán        | Tamara Jenkins            |
| 2007 | Mielőtt az ördög rádtalál                         | Before the Devil Knows You're Dead    | Andy Hanson                  | Földi Tamás         | Sidney Lumet              |
| 2007 | Charlie Wilson háborúja                           | Charlie Wilson's War                  | Gust Avrakotos               | Haás Vander Péter   | Mike Nichols              |
| 2007 | Charlie Wilson háborúja                           | Charlie Wilson's War                  | Gust Avrakotos               | Földi Tamás         | Mike Nichols              |
| 2008 | Kis-nagy világ                                    | Synecdoche, New York                  | Caden Cotard                 | Háda János          | Charlie Kaufman           |
| 2008 | Kétely                                            | Doubt                                 | Brendan Flynn atya           | Háda János          | John Patrick Shanley      |
| 2009 | Mary és Max                                       | Mary and Max                          | Max Jerry Horowitz (hangja)  | Földi Tamás         | Adam Elliot               |
| 2009 | Rockhajó                                          | The Boat That Rocked                  | Gróf, DJ                     | Földi Tamás         | Richard Curtis            |
| 2009 | Lódító hódító                                     | The Invention of Lying                | Jim a csapos (cameo)         | Földi Tamás         | Ricky Gervais             |
| 2009 | Lódító hódító                                     | The Invention of Lying                | Jim a csapos (cameo)         | Földi Tamás         | Matthew Robinson          |
| 2010 | Jack csónakázni megy                              | Jack Goes Boating                     | Jack                         | Barbinek Péter      | Philip Seymour Hoffman    |
| 2011 | A hatalom árnyékában                              | The Ides of March                     | Paul Zara                    | Földi Tamás         | George Clooney            |
| 2011 | Pénzcsináló                                       | Moneyball                             | Art Howe                     | Törköly Levente     | Bennett Miller (2.)       |
| 2012 | The Master                                        | The Master                            | Lancaster Dodd               | Földi Tamás         | Paul Thomas Anderson (5.) |
| 2012 | A búcsúkoncert                                    | A Late Quartet                        | Robert Gelbart               | Máté Gábor          | Yaron Zilberman           |
| 2013 | Az éhezők viadala: Futótűz                        | The Hunger Games: Catching Fire       | Plutarch Heavensbee          | Epres Attila        | Francis Lawrence (1.)     |
| 2014 | God's Pocket                                      | God's Pocket                          | Mickey Scarpato              | Földi Tamás         | John Slattery             |
| 2014 | Az üldözött                                       | A Most Wanted Man                     | Günther Bachmann             | Háda János          | Anton Corbijn             |
| 2014 | Az éhezők viadala: A kiválasztott – 1. rész       | The Hunger Games: Mockingjay – Part 1 | Plutarch Heavensbee          | Epres Attila        | Francis Lawrence (2.)     |
| 2015 | Az éhezők viadala: A kiválasztott – Befejező rész | The Hunger Games: Mockingjay – Part 2 | Plutarch Heavensbee          | Epres Attila        | Francis Lawrence (3.)     |

### Televízió

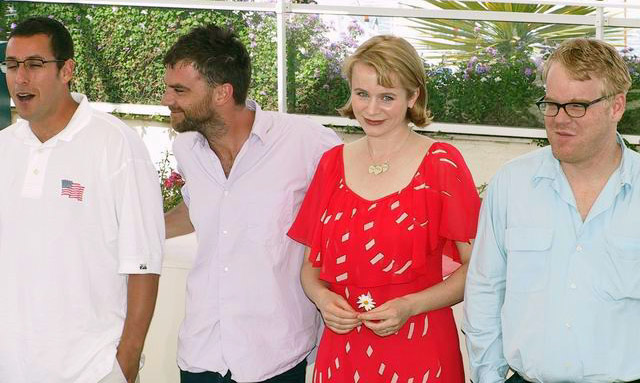
A Kótyagos szerelem stábja: Adam Sandler, Paul Thomas Anderson, Emily Watson és Philip Seymour Hoffman Cannesban, 2002

| Év   | Magyar cím        | Eredeti cím  | Szerep                       | Megjegyzések                                               |
| ---- | ----------------- | ------------ | ---------------------------- | ---------------------------------------------------------- |
| 1991 | Esküdt ellenségek | Law & Order  | Steven B. Hanauer            | 1 epizód                                                   |
| 1994 | Az őzgida         | The Yearling | Buck                         | - tévéfilm - magyar hangja: - Rába Roland                  |
| 1997 |                   | Liberty!     | Joseph Plumb Martin (hangja) | dokumentumsorozat (4 epizód)                               |
| 2005 | A múlt fogságában | Empire Falls | Charlie Mayne                | - minisorozat (2 epizód) - magyar hangja: - Barbinek Péter |
| 2009 | Arthur            | Arthur       | Will Toffman (hangja)        | 1 epizód                                                   |
| 2014 |                   | Happyish     | Thom Payne                   | leadatlan próbaepizód                                      |

## Fordítás
- Ez a szócikk részben vagy egészben  a   Philip Seymour Hoffman című angol Wikipédia-szócikk fordításán alapul.  Az eredeti cikk szerkesztőit annak laptörténete sorolja fel. Ez a jelzés csupán a megfogalmazás eredetét és a szerzői jogokat jelzi, nem szolgál a cikkben szereplő információk forrásmegjelöléseként.
- Ez a szócikk részben vagy egészben  a   Philip Seymour Hoffman on screen and stage című angol Wikipédia-szócikk fordításán alapul.  Az eredeti cikk szerkesztőit annak laptörténete sorolja fel. Ez a jelzés csupán a megfogalmazás eredetét és a szerzői jogokat jelzi, nem szolgál a cikkben szereplő információk forrásmegjelöléseként.